# Florian Unruh
Florian Unruh (* 7. Juni 1993 in Rendsburg als Florian Kahllund) ist ein deutscher Bogenschütze. 2014 wurde er Einzel-Europameister mit dem Recurvebogen und gewann in den folgenden Jahren mehrere Medaillen bei internationalen Meisterschaften.

## Laufbahn
Zum Bogenschießen kam Florian Kahllund im Alter von neun Jahren über seinen Heimatverein SSC Fockbek. Anfang der 2010er-Jahre nahm ihn der Jugend-Bundestrainer Viktor Bachmann in den deutschen C-Kader auf. Sein internationales Debüt gab Kahllund 2012 mit einem neunten Rang bei den Junioren-Europameisterschaften und dem Sieg in der Gesamtwertung des European Junior-Cup Circuits. Nach weiteren Erfolgen im Juniorenbereich feierte er kurz nach seinem 21. Geburtstag mit dem olympischen Recurvebogen erste Siege bei den Erwachsenen: Im Juni 2014 gewann er als erster Deutscher einen Weltcup (mit einem 6:5-Sieg im Stechen gegen den Südkoreaner Ku Bon-chan) und schlug einen Monat später im Finale bei den Europameisterschaften den Weißrussen Anton Prilepow mit 7:1. Neben seinem Europameistertitel im Einzel gewann Kahllund im armenischen Etschmiadsin zudem EM-Silber mit der Mannschaft um Simon Nesemann und Christian Weiss. 2015 nahm er an den Europaspielen in Baku teil und schied dort im Achtelfinale gegen den späteren Sieger Miguel Alvariño García aus; bei den Hallenweltmeisterschaften 2016 erreichte er im Einzel das Viertelfinale und gewann zusammen mit Florian Floto und Carlo Schmitz die Goldmedaille mit der Mannschaft. Im Vorfeld der Olympischen Spiele 2016 in Rio de Janeiro unterlag Kahllund bei der teaminternen Qualifikation Floto um einen Punkt und verpasste damit die Olympiateilnahme.
Kahllund feierte in der zweiten Hälfte der 2010er-Jahre weitere nationale und internationale Erfolge: Zwischen 2016 und 2019 wurde er dreimal deutscher Meister mit dem Recurvebogen. Zusammen mit seiner Lebenspartnerin Lisa Unruh gewann er im Oktober 2017 die Silbermedaille im Mixed-Wettbewerb bei den Weltmeisterschaften in Mexiko-Stadt (nach einer 0:6-Finalniederlage gegen Südkorea). Im nichtolympischen Feldbogenschießen wurde er 2018 Mannschaftsweltmeister. In der Bundesliga, in der er für den Schützenverein Dauelsen antrat, war Kahllund sowohl 2019 als auch 2020 mit Schnitten von 9,81 beziehungsweise 9,85 der beste Schütze beider Ligastaffeln (Nord und Süd). In Las Vegas gewann er im Februar 2020 das Finale der Hallenweltserie gegen Brady Ellison. Nach einer längeren Wettkampfpause aufgrund der COVID-19-Pandemie gewann Kahllund – nach seiner Hochzeit im September 2020: Florian Unruh – in der zweiten Jahreshälfte 2020 unter anderem das Finale des Deutschland Cups und stellte mit 1358 Ringen eine neue Weltbestmarke in der doppelten 70-Meter-Runde auf. Am Jahresende zeichnete eine Jury des Landessportverbandes Unruh als Schleswig-Holsteins Sportler des Jahres 2020 aus. Im Juni 2021 nominierte ihn der Deutsche Olympische Sportbund für die Olympischen Spiele in Tokio. Dort setzte er sich im Einzel unter anderem gegen den topgesetzten Kim Je-deok durch und erreichte das Viertelfinale, wo er gegen Mauro Nespoli mit 4:6 ausschied. Der fünfte Rang Unruhs war das bis dahin beste Ergebnis eines männlichen deutschen Bogenschützen bei Olympischen Spielen.
Bei den Weltmeisterschaften 2023 gewann Unruh Silber im Mixed mit Michelle Kroppen. In diesem Jahr wurde er erneut zum Sportler des Jahres von Schleswig-Holstein gewählt. Auch bei den Olympischen Spielen 2024 in Paris gewann er im Mixed zusammen mit Kroppen Silber, im Finale unterlagen sie den Südkoreanern Kim Woo-jin und Lim Si-hyeon. Im Einzel erreichte er nach vier Siegen das Halbfinale, in dem er US-Amerikaner Brady Ellison mit 3:7 unterlag. Beim abschließenden Duell um Bronze hatte er auch gegen den Südkoreaner Lee Woo-seok mit 0:6 das Nachsehen und verpasste damit als Vierter knapp einen weiteren Medaillengewinn.

## Persönliches
Im September 2020 heiratete Florian Kahllund seine Mannschaftskameradin Lisa Unruh, mit der er seit 2015 eine Beziehung führt und regelmäßig gemeinsam in Mixed-Wettbewerben antritt. Nach der Hochzeit nahm Kahllund den Namen seiner Frau an und heißt seitdem Florian Unruh. Er studiert Informatik an der Universität Kiel und ist Sportsoldat bei der Bundeswehr.

## Auszeichnungen
- Schleswig-Holsteins Sportler des Jahres 2020
- Silbernes Lorbeerblatt 2022[16]
- Schleswig-Holsteins Sportler des Jahres 2023